# Sonetàula (film)
Sonetàula è un film del 2008 diretto da Salvatore Mereu, tratto dall'omonimo romanzo di Giuseppe Fiori e interamente parlato in sardo. È stato presentato il 12 febbraio 2008 al Festival di Berlino.

## Trama
Zuanne Malune è un ragazzo che come tanti all'epoca si ritrova catapultato nell'aspra vita agropastorale in un piccolo paese dell'entroterra sardo, Orgiadas, all'inizio della seconda guerra mondiale. Il ragazzo soffre per l'arresto del padre Egidio, sospettato dell'omicidio del barbiere del paese. Viene mandato in un carcere molto lontano, al confino, ma Zuanne continua a sostenere che sia stato mandato in una fabbrica. Lavora come pastore con il nonno e il mandriano Giobatta.
Una serie di eventi lo portano a uccidere del bestiame. Sospettato di ciò viene denunciato. I carabinieri lo aspettano a casa della madre, ma lui scappa nella macchia e inizia la sua vita da latitante.
In paese parlano tutti di lui. I carabinieri mandano i suoi parenti al confino, per cercare di far abbassare la guardia di Zuanne. Ma Zuanne si fa catturare, per donare la sua taglia a Maddalena, l'amore della sua vita.

## Distribuzione
È uscito nelle sale italiane il 7 marzo 2008. Il 17 e 24 dicembre 2014 è stato trasmesso su Rai Uno come miniserie tv in due puntate.

## Riconoscimenti
- 2008 - Globo d'oro premio miglior attore esordiente Francesco Falchetto
- 2008 -  Roma Fiction Fest- Migliore attore protagonista per la sezione "miniserie": Francesco Falchetto
- 2008 - Globi d'oro
  - Premio migliore produttore per Gianluca Arcopinto e Andrea Occhipinti [3]